# 슈저우구

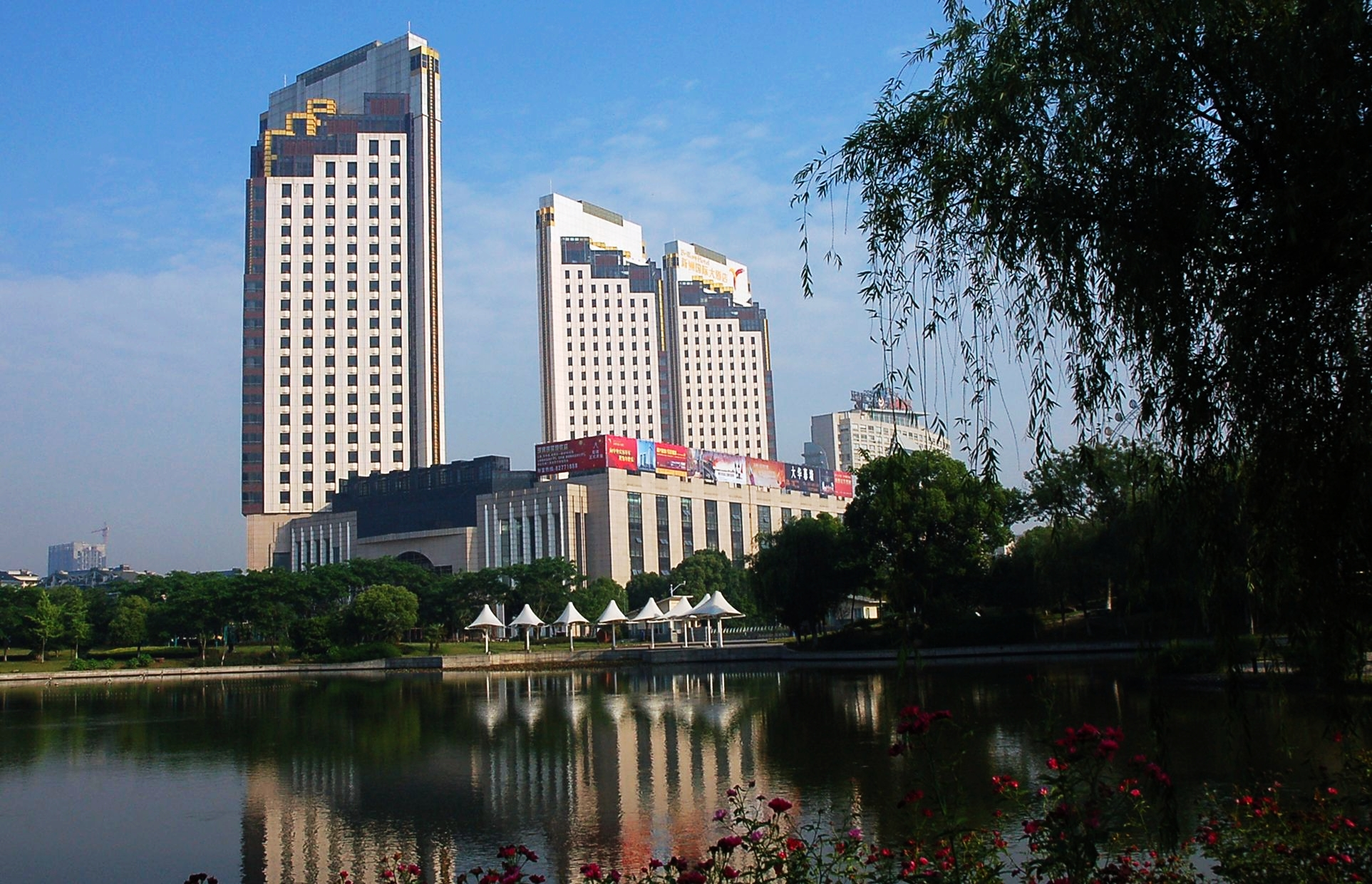

슈저우구(중국어: 秀洲区, 병음: Xiùzhōu Qū)은 중화인민공화국 저장성 자싱시의 현급 행정구역이다. 상하이와 항저우 사이에 위치한다. 북동쪽으로 90km 떨어진 곳에 상하이가 있고 남서쪽으로 80km 떨어진 곳에 항저우가 있으며 북쪽으로 70km 떨어진 곳에 쑤저우가 있다. 슈저우구는 자싱시의 중요한 도시 구이다. 넓이는 542km2이고, 인구는 2007년 기준으로 350,000명이다.

## 역사와 문화
슈저우구는 원래 춘추 시대에 세워졌고 1999년에 슈저우라고 명명되었다. 슈저우는 긴 역사와 깊은 문화적 토대를 가지고 있다. 대운하, 창훙교, 바오슈 누각 등 유명한 역사적 장소들이 있다. 아름다운 물가 지역과 전통 문화를 기반으로 이곳의 민속 회화는 다채롭고 삶의 열정으로 가득 차 있다.

## 경제
슈저우는 "우유와 꿀의 땅, 비단의 고향"으로 불린다. 사회와 경제의 급속한 발전과 함께 슈저우는 농업 지역에서 새로운 산업지역으로 성장하였다. 2006년 GDP는 109억 2천만 위안에 달했고 14.1% 증가하였으며 예산 수입은 11억 4천만 위안으로 24.6% 증가하였다. 산업 구조는 1차, 2차, 3차 산업의 비율이 8.6: 61.0: 30.4이다. 이들 모두 슈저우 발전의 좋은 시작을 알려주는 신호이다.

## 교통
슈저우구는 유리한 위치와 편리한 수송기관을 갖고 있다. 후-항-융 고속도로, 자-자-쑤 고속도로, 선-자-후 고속도로를 포함한 5개의 고속도로가 통과하고 항저우만 대교 고속도로가 최근 개통되었다. 게다가 상하이-항저우 철도와 320번 국도, 대운하가 구를 통과하여 장쑤, 저장, 안후이, 상하이와 연결된다. 슈저우의 모든 마을은 고속도로로 연결되어있어 15분 내에 도착이 가능하고 주변 대도시와 "한 시간 교통권"을 이루고 있다. 교통망은 슈저우를 상하이 및 항저우와 가깝게 통합시킬 것이다.

## 행정 구역
4개 가도, 5개 진을 관할한다.
- 가도: 新城街道, 嘉北街道, 塘汇街道, 高照街道.
- 진: 王店镇, 洪合镇, 新塍镇, 王江泾镇, 油车港镇.